# Wiepke
Wiepke este o comună din landul Saxonia-Anhalt, Germania.